# Patryk Jaki

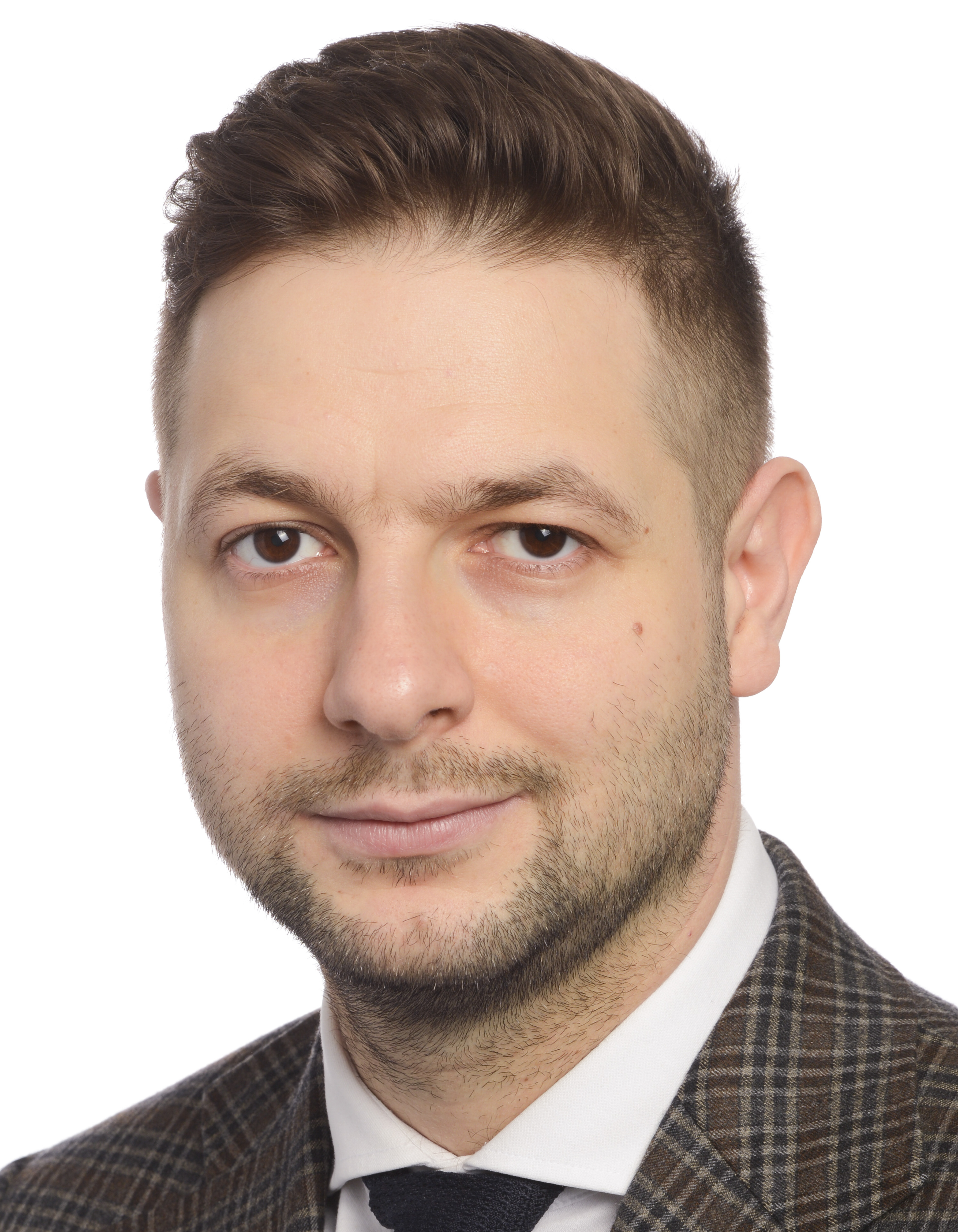
Patryk Jaki (2019)

Patryk Tomasz Jaki (* 11. Mai 1985 in Opole) ist ein polnischer Politiker (Suwerenna Polska). Unter Beata Szydło wurde Jaki 2015 zum Vizejustizminister ernannt. Seit 2019 ist er Mitglied des Europäischen Parlaments; seit Mitte Dezember 2023 wegen der Erkrankung von Zbigniew Ziobro auch Interimsvorsitzender der SP.
Bei den Selbstverwaltungswahlen im Jahr 2018 kandidierte er für die Partei Prawo i Sprawiedliwość (PiS) und unterlag gegen den ehemaligen Vizeaußenminister Rafał Trzaskowski (PO) um das Amt des Stadtpräsidenten von Warschau.

## Leben
Jaki schloss 2010 ein Politologiestudium an der Universität Breslau mit dem Master ab. Aufbaustudien absolvierte er an der IESE Business School in Barcelona und an der Sam Houston State University. Als Fachmann für Marketing war er an der Internationalen Hochschule für Logistik und Transport in Breslau tätig. Er arbeitete auch für den Woiwoden von Opole und als Assistent des Europaabgeordneten Ryszard Legutko.
Jaki ist verheiratet und hat einen Sohn. Sein Vater Ireneusz Jaki war zeitweise ebenfalls politisch tätig.

## Politik
Für die Platforma Obywatelska (PO) zog Jaki 2006 in den Stadtrat von Opole ein, wechselte jedoch bald zur PiS. Nach dem Wiedereinzug in den Rat 2010 wurde er Fraktionsvorsitzender und kandidierte 2011 und 2015 erfolgreich für den Sejm der siebten und achten Wahlperiode. Im März 2012 war er Mitbegründer der Solidarna Polska (SP), die der PiS nahe steht. Seine Kandidatur zum Abgeordneten des Europäischen Parlaments war dagegen 2014 nicht erfolgreich.
Am 18. November 2015 wurde er Staatssekretär und Stellvertreter des Ministers im Justizministerium. Zu seinem Verantwortungsbereich gehört die Aufsicht über den Strafvollzug. Nach einer Gesetzesänderung im März 2016 ist er zudem erster Stellvertreter des Generalstaatsanwalts (und Justizministers) Zbigniew Ziobro. Von 2017 bis 2019 war er auch Vorsitzender der „Verifizierungskommission“ (Komisja do spraw reprywatyzacji nieruchomości warszawskich – Kommission für die Reprivatisierung von Warschauer Immobilien), die sich mit der Aufarbeitung der Warschauer Reprivatisierungsaffäre beschäftigt.
Im Ranking der 50 einflussreichsten Polen belegte er 2017 den zehnten Platz nach einer Erhebung der Wochenzeitschrift Wprost. Bei der Wahl zum Stadtpräsidenten von Warschau im Oktober 2018 belegte er mit 28,5 % den zweiten Platz hinter Rafał Trzaskowski (Koalicja Obywatelska), der bereits im ersten Wahlgang mit 56,7 % der Stimmen gewählt wurde. Bei der Europawahl 2024 verteidigte er sein erstmals 2019 erworbenes Mandat im Europäischen Parlament.

## Positionen
Jaki ist erklärter Verfechter der Todesstrafe und strikter Gegner der Abtreibung – auch im Falle von Entwicklungsstörungen des Embryos wegen Krankheit. Des Weiteren ist er ein Gegner der Aufnahme von Einwanderern in Polen. Im Jahr 2014 lehnte Jaki den Wiederaufbau des Warschauer Regenbogens ab.